# Radôstka
Radôstka este o comună slovacă, aflată în districtul Čadca din regiunea Žilina. Localitatea se află la altitudinea de 501 m deasupra n.m., se întinde pe o suprafață de 13,17 km2 și în 2017 număra 819 locuitori.

## Istoric
Localitatea Radôstka este atestată documentar din 1640.

## Demografie
| An:                | 1994 | 2004   | 2014   | 2024   |
| ------------------ | ---- | ------ | ------ | ------ |
| Număr de persoane: | 852  | 886    | 829    | 770    |
| Diferență:         |      | +3,99% | −6,43% | −7,11% |

| An:                | 2023 | 2024   |
| ------------------ | ---- | ------ |
| Număr de persoane: | 779  | 770    |
| Diferență:         |      | −1,15% |